# Calificările pentru Cupa Africii pe Națiuni 2012
La calificările pentru Cupa Africii pe Națiuni 2012 au participat 44 de națiuni. Gabonul și Guineea Ecuatorială sunt calificate automat din poziția de țări gazdă.
În fiecare grupă s-a jucat în sistem tur-retur, iar echipele de locul I și cea de pe locul II din grupa K s-au calificat automat pentru turneul final.

## Tragerea la sorți
CAF a organizat tragerea la sorți pe 20 februarie 2010 la Lubumbashi, Republica Democrată Congo. Cele 11 echipe din urna 1 au fost alese pe baza pozițiilor ocupate la a 27-a ediție a Cupei Africii pe Națiuni din Angola, restul echipelor au fost distribuite în urne pe baza coeficientului FIFA.
| Urna 1 | Urna 2 | Urna 3 | Urna 4 |
| --- | --- | --- | --- |
| Egipt · Ghana · Nigeria · Algeria · Camerun · Angola · Zambia · Coasta de Fildeș · Burkina Faso · Mali · Tunisia | Maroc · Benin · Uganda · Africa de Sud · Malawi · Mozambic · Guineea · Senegal · Gambia · Capul Verde · Congo | Rwanda · Tanzania · Sudan · Namibia · Congo DR · Kenya · Libia · Zimbabwe · Botswana · Etiopia · Sierra Leone | Eswatini · Ciad · Burundi · Madagascar · Liberia · Niger · Comore · Mauritius · Mauritania · Republica Centrafricană · Guinea-Bissau |

Note
- Togoul a fost inițial exclus din turneu și nu a participat la tragere, dar mai târziu au fost reacceptați și introduși în grupa K (vezi mai jos).
- Nu au participat:  Djibouti,  Eritrea,  Lesotho,  São Tomé și Príncipe,  Seychelles,  Somalia.

## Excudera selecționatei togoleze
Togo a fost exclusă din turneele CAN 2012 și 2013 de către CAF deoarece aceștia s-au retras de la Cupa Africii pe Națiuni 2010 ca urmare a unui atac asupra autobuzului echipei,, soldat cu morți.
Togo a făcut apel la Curtea de Arbitraj Sportiv, iar președintele FIFA, Sepp Blatter a intervenit pentru a media. Excluderea a fost anulată la data de 14 mai 2010, după o întâlnire a Comitetului Executiv CAF. Togo poate participa la turneele din 2012 and 2013, iar pentru turneul din 2012 au fost reintegrați în competiție.

## Criterii de departajare
În fotbal există mai multe metode de a departaja echipele cu un număr egal de puncte într-o grupă. Pentru calificările pentru CAN, CAF folosește următorul sistem: (article 14)
1. Cel mai mare număr de puncte obținute în toate cele trei meciuri din grupă;
2. Golaverajul realizat de fiecare echipă în toate meciurile din grupă;
3. Cel mai mare număr de goluri marcate în meciurile din grupă de echipele aflate la egalitate;
4. Cel mai mare număr de goluri marcate în deplasare în meciurile din grupă de echipele aflate la egalitate;
5. Golaverajul;
6. Cel mai mare număr de goluri marcate;
7. Tragere la sorți pentru a determina echipele care promovează în faza următoare a competiției

## Grupele
| Legendă           |
| ----------------- |
| Echipe calificate |

### Grupa A
| Echipa      | M | V | E | Î | GM | GP | G  | Pct |
| ----------- | - | - | - | - | -- | -- | -- | --- |
| Mali        | 6 | 3 | 1 | 2 | 9  | 6  | +3 | 10  |
| Capul Verde | 6 | 3 | 1 | 2 | 7  | 7  | 0  | 10  |
| Zimbabwe    | 6 | 2 | 2 | 2 | 7  | 5  | +2 | 8   |
| Liberia     | 6 | 1 | 2 | 3 | 7  | 12 | −5 | 5   |

|             | Capul Verde | Liberia | Mali | Zimbabwe |
| ----------- | ----------- | ------- | ---- | -------- |
| Capul Verde | –           | 4–2     | 1–0  | 2–1      |
| Liberia     | 1–0         | –       | 2–2  | 1–1      |
| Mali        | 3–0         | 2–1     | –    | 1–0      |
| Zimbabwe    | 0–0         | 3–0     | 2–1  | –        |

- Note: Mali și Capul Verde au fost departajate de rezultatele din întâlnirile directe.

| Echipa      | M | V | E | Î | GM | GP | G  | Pct |
| ----------- | - | - | - | - | -- | -- | -- | --- |
| Mali        | 2 | 1 | 0 | 1 | 3  | 1  | +2 | 3   |
| Capul Verde | 2 | 1 | 0 | 1 | 1  | 3  | −2 | 3   |

| Capul Verde | 1 – 0   | Mali |
| ----------- | ------- | ---- |
| Varela 44'  | Cronica |      |

| Liberia    | 1 – 1   | Zimbabwe   |
| ---------- | ------- | ---------- |
| Oliseh 75' | Cronica | Musona 30' |

| Mali                            | 2 – 1   | Liberia   |
| ------------------------------- | ------- | --------- |
| A. Traoré 2' Teekloh 52' (o.g.) | Cronica | Weeks 43' |

| Zimbabwe | 0 – 0   | Capul Verde |
| -------- | ------- | ----------- |
|          | Cronica |             |

| Capul Verde                                    | 4 – 2   | Liberia            |
| ---------------------------------------------- | ------- | ------------------ |
| Héldon Ramos 14', 45+1' Babanco 25' Fortes 53' | Cronica | Wleh 39' Këïta 84' |

| Mali        | 1 – 0   | Zimbabwe |
| ----------- | ------- | -------- |
| Diabaté 22' | Cronica |          |

| Zimbabwe        | 2 – 1   | Mali          |
| --------------- | ------- | ------------- |
| Musona 45', 90' | Cronica | D. Traoré 49' |

| Liberia | 1 – 0   | Capul Verde |
| ------- | ------- | ----------- |
| Doe 44' | Cronica |             |

| Mali                           | 3 – 0   | Capul Verde |
| ------------------------------ | ------- | ----------- |
| Diabaté 27', 29' M. Traoré 51' | Cronica |             |

| Zimbabwe                            | 3 – 0   | Liberia |
| ----------------------------------- | ------- | ------- |
| Katsande 16' Karuru 45' Billiat 85' | Cronica |         |

| Liberia              | 2 – 2   | Mali                  |
| -------------------- | ------- | --------------------- |
| Williams 2' Wleh 90' | Cronica | Diabaté 16' Kanté 87' |

| Capul Verde           | 2 – 1   | Zimbabwe          |
| --------------------- | ------- | ----------------- |
| Valdo 3' da Graça 13' | Cronica | Musona 68' (pen.) |

### Grupa B
| Echipa     | M | V | E | Î | GM | GP | G   | Pct |
| ---------- | - | - | - | - | -- | -- | --- | --- |
| Guineea    | 6 | 4 | 2 | 0 | 13 | 5  | +8  | 14  |
| Nigeria    | 6 | 3 | 2 | 1 | 12 | 5  | +7  | 11  |
| Etiopia    | 6 | 2 | 1 | 3 | 8  | 13 | −5  | 7   |
| Madagascar | 6 | 0 | 1 | 5 | 4  | 14 | −10 | 1   |

|            | Etiopia | Guineea | Madagascar | Nigeria |
| ---------- | ------- | ------- | ---------- | ------- |
| Etiopia    | –       | 1–4     | 4–2        | 2–2     |
| Guineea    | 1–0     | –       | 4–1        | 1–0     |
| Madagascar | 0–1     | 1–1     | –          | 0–2     |
| Nigeria    | 4–0     | 2–2     | 2–0        | –       |

| Etiopia   | 1 – 4   | Guineea                                           |
| --------- | ------- | ------------------------------------------------- |
| Oukri 29' | Cronica | Yattara 37' Kalabane 45' K. Cissé 60' Zayatte 75' |

| Nigeria                   | 2 – 0   | Madagascar |
| ------------------------- | ------- | ---------- |
| Martins 19' Eneramo 45+1' | Cronica |            |

| Madagascar | 0 – 1   | Etiopia     |
| ---------- | ------- | ----------- |
|            | Cronica | Lemessa 62' |

| Guineea     | 1 – 0   | Nigeria |
| ----------- | ------- | ------- |
| Constant 8' | Cronica |         |

| Madagascar        | 1 – 1   | Guineea |
| ----------------- | ------- | ------- |
| Rajoarimanana 17' | Cronica | Bah 80' |

| Nigeria                        | 4 – 0   | Etiopia |
| ------------------------------ | ------- | ------- |
| Utaka 1', 53' I. Uche 78', 90' | Cronica |         |

| Etiopia       | 2 – 2   | Nigeria              |
| ------------- | ------- | -------------------- |
| Said 45', 50' | Cronica | K. Uche 27' Yobo 86' |

| Guineea                                                 | 4 – 1   | Madagascar |
| ------------------------------------------------------- | ------- | ---------- |
| Kalabane 6' Ismaël Bangoura 17' S. Diallo 60' Baldé 62' | Cronica | Arsène 24' |

| Madagascar | 0 – 2   | Nigeria             |
| ---------- | ------- | ------------------- |
|            | Cronica | Yobo 68' Obinna 75' |

| Guineea   | 1 – 0   | Etiopia |
| --------- | ------- | ------- |
| Baldé 32' | Cronica |         |

| Etiopia                                    | 4 – 2   | Madagascar                          |
| ------------------------------------------ | ------- | ----------------------------------- |
| Oukri 31' Girma 56' Lemessa 59' Bekele 73' | Cronica | Razafimandimby 3' Nomenjanahary 57' |

| Nigeria                | 2 – 2   | Guineea                        |
| ---------------------- | ------- | ------------------------------ |
| Obinna 73' I. Uche 84' | Cronica | Ismaël Bangoura 63' Traoré 90' |

### Grupa C
| Echipa   | M | V | E | Î | GM | GP | G   | Pct |
| -------- | - | - | - | - | -- | -- | --- | --- |
| Zambia   | 6 | 4 | 1 | 1 | 11 | 2  | +9  | 13  |
| Libia    | 6 | 3 | 3 | 0 | 6  | 1  | +5  | 12  |
| Mozambic | 6 | 2 | 1 | 3 | 4  | 6  | −2  | 7   |
| Comore   | 6 | 0 | 1 | 5 | 2  | 14 | −12 | 1   |

|          | Comore | Libia | Mozambic | Zambia |
| -------- | ------ | ----- | -------- | ------ |
| Comore   | –      | 1–1   | 0–1      | 1–2    |
| Libia    | 3–0    | –     | 1–0      | 1–0    |
| Mozambic | 3–0    | 0–0   | –        | 0–2    |
| Zambia   | 4–0    | 0–0   | 3–0      | –      |

| Zambia                                      | 4 – 0   | Comore |
| ------------------------------------------- | ------- | ------ |
| Kalaba 6' Tembo 22' Chamanga 29' Mayuka 83' | Cronica |        |

| Mozambic | 0 – 0   | Libia |
| -------- | ------- | ----- |
|          | Cronica |       |

| Comore | 0 – 1   | Mozambic        |
| ------ | ------- | --------------- |
|        | Cronica | Machaisse 90+1' |

| Libia     | 1 – 0   | Zambia |
| --------- | ------- | ------ |
| Sa'ad 36' | Cronica |        |

| Mozambic | 0 – 2   | Zambia                  |
| -------- | ------- | ----------------------- |
|          | Cronica | Chamanga 18' Mayuka 90' |

| Libia                                     | 3 – 0   | Comore |
| ----------------------------------------- | ------- | ------ |
| Elkhatroushi 20' Abdelkader 68' Bindi 81' | Cronica |        |

| Zambia                          | 3 – 0   | Mozambic |
| ------------------------------- | ------- | -------- |
| C. Katongo 47', 67' Mbesuma 68' | Cronica |          |

| Comore        | 1 – 1   | Libia        |
| ------------- | ------- | ------------ |
| Mzé Mbaba 83' | Cronica | Boussefi 43' |

| Libia      | 1 – 0   | Mozambic |
| ---------- | ------- | -------- |
| Allafi 31' | Cronica |          |

| Comore        | 1 – 2   | Zambia                    |
| ------------- | ------- | ------------------------- |
| Mchangama 32' | Cronica | C. Katongo 23' Mayuka 87' |

| Zambia | 0 – 0   | Libia |
| ------ | ------- | ----- |
|        | Cronica |       |

| Mozambic                                  | 3 – 0   | Comore |
| ----------------------------------------- | ------- | ------ |
| Maninho 6' Dário 18' (pen.) Domingues 40' | Cronica |        |

Note
- Nota 1: Amânat datorită sosirii târzii a arbitrilor, inițial trebuia să se dispute pe 4 septembrie 2010.[14]
- Nota 2: Trebuia inițial să se dispute la Tripoli, Libia, dar a fost mutat într-o locație neutră din cauza situației politice din Libia.[15][16]

### Grupa D
| Echipa                  | M | V | E | Î | GM | GP | G  | Pct |
| ----------------------- | - | - | - | - | -- | -- | -- | --- |
| Maroc                   | 6 | 3 | 2 | 1 | 8  | 2  | +6 | 11  |
| Republica Centrafricană | 6 | 2 | 2 | 2 | 5  | 5  | 0  | 8   |
| Algeria                 | 6 | 2 | 2 | 2 | 5  | 8  | −3 | 8   |
| Tanzania                | 6 | 1 | 2 | 3 | 6  | 9  | −3 | 5   |

|                         | Algeria | Republica Centrafricană | Maroc | Tanzania |
| ----------------------- | ------- | ----------------------- | ----- | -------- |
| Algeria                 | –       | 2–0                     | 1–0   | 1–1      |
| Republica Centrafricană | 2–0     | –                       | 0–0   | 2–1      |
| Maroc                   | 4–0     | 0–0                     | –     | 3–1      |
| Tanzania                | 1–1     | 2–1                     | 0–1   | –        |

- Nota: Deoarece Republica Centrafricană și Algeria nu au putut fi departajate de rezultatele obținute în întâlnirile directe, clasamentul s-a realizat pe baza golaverajului.

| Echipa                  | M | V | E | Î | GM | GP | G | Pct |
| ----------------------- | - | - | - | - | -- | -- | - | --- |
| Republica Centrafricană | 2 | 1 | 0 | 1 | 2  | 2  | 0 | 3   |
| Algeria                 | 2 | 1 | 0 | 1 | 2  | 2  | 0 | 3   |

| Algeria       | 1 – 1   | Tanzania   |
| ------------- | ------- | ---------- |
| Guedioura 45' | Cronica | Tegete 33' |

| Maroc | 0 – 0   | Republica Centrafricană |
| ----- | ------- | ----------------------- |
|       | Cronica |                         |

| Tanzania | 0 – 1   | Maroc           |
| -------- | ------- | --------------- |
|          | Cronica | El Hamdaoui 43' |

| Republica Centrafricană    | 2 – 0   | Algeria |
| -------------------------- | ------- | ------- |
| Dopékoulouyen 81' Momi 85' | Cronica |         |

| Tanzania             | 2 – 1   | Republica Centrafricană |
| -------------------- | ------- | ----------------------- |
| Nditi 70' Samata 90' | Cronica | Mabidé 2'               |

| Algeria         | 1 – 0   | Maroc |
| --------------- | ------- | ----- |
| Yebda 5' (pen.) | Cronica |       |

| Maroc                                         | 4 – 0   | Algeria |
| --------------------------------------------- | ------- | ------- |
| Benatia 25' Chamakh 38' Hadji 60' Assaidi 68' | Cronica |         |

| Republica Centrafricană    | 2 – 1   | Tanzania  |
| -------------------------- | ------- | --------- |
| Momi 38' Dopékoulouyen 88' | Cronica | Nditi 76' |

| Tanzania   | 1 – 1   | Algeria     |
| ---------- | ------- | ----------- |
| Samata 22' | Cronica | Bouazza 52' |

| Republica Centrafricană | 0 – 0   | Maroc |
| ----------------------- | ------- | ----- |
|                         | Cronica |       |

| Maroc                                 | 3 – 1   | Tanzania   |
| ------------------------------------- | ------- | ---------- |
| Chamakh 20' Taarabt 69' Boussoufa 90' | Cronica | Sadala 40' |

| Algeria            | 2 – 0   | Republica Centrafricană |
| ------------------ | ------- | ----------------------- |
| Yebda 1' Kadir 28' | Cronica |                         |

### Grupa E
| Echipa    | M | V | E | Î | GM | GP | G   | Pct |
| --------- | - | - | - | - | -- | -- | --- | --- |
| Senegal   | 6 | 5 | 1 | 0 | 16 | 2  | +14 | 16  |
| Camerun   | 6 | 3 | 2 | 1 | 12 | 5  | +7  | 11  |
| RD Congo  | 6 | 2 | 1 | 3 | 10 | 11 | −1  | 7   |
| Mauritius | 6 | 0 | 0 | 6 | 2  | 22 | −20 | 0   |

|           | Camerun | Republica Democrată Congo | Mauritius | Senegal |
| --------- | ------- | ------------------------- | --------- | ------- |
| Camerun   | –       | 1–1                       | 5–0       | 0–0     |
| RD Congo  | 2–3     | –                         | 3–0       | 2–4     |
| Mauritius | 1–3     | 1–2                       | –         | 0–2     |
| Senegal   | 1–0     | 2–0                       | 7–0       | –       |

| Mauritius        | 1 – 3   | Camerun                                 |
| ---------------- | ------- | --------------------------------------- |
| Bru 45+1' (pen.) | Cronica | Eto'o 39', 47' Choupo-Moting 63' (pen.) |

| RD Congo         | 2 – 4   | Senegal                           |
| ---------------- | ------- | --------------------------------- |
| Kabangu 42', 71' | Cronica | Sow 6' Niang 12', 22', 57' (pen.) |

| Camerun              | 1 – 1   | RD Congo        |
| -------------------- | ------- | --------------- |
| Nkulukutu 54' (o.g.) | Cronica | Diba Ilunga 37' |

| Senegal                                                      | 7 – 0   | Mauritius |
| ------------------------------------------------------------ | ------- | --------- |
| Cissé 8', 38', 76' Niang 22', 62' Sow 47' Estazie 90' (o.g.) | Cronica |           |

| Senegal  | 1 – 0   | Camerun |
| -------- | ------- | ------- |
| Ba 90+2' | Cronica |         |

| RD Congo                                              | 3 – 0   | Mauritius |
| ----------------------------------------------------- | ------- | --------- |
| LuaLua 28' (pen.) Matumona 48' Diba Ilunga 61' (pen.) | Cronica |           |

| Camerun | 0 – 0   | Senegal |
| ------- | ------- | ------- |
|         | Cronica |         |

| Mauritius      | 1 – 2   | RD Congo                      |
| -------------- | ------- | ----------------------------- |
| Bru 11' (pen.) | Cronica | Diba Ilunga 20' Kabangu 45+1' |

| Camerun                                                               | 5 – 0   | Mauritius |
| --------------------------------------------------------------------- | ------- | --------- |
| Kweuke 54' Mbuta 65' Eto'o 70' (pen.) N'Guémo 85' Choupo-Moting 90+3' | Cronica |           |

| Senegal      | 2 – 0   | RD Congo |
| ------------ | ------- | -------- |
| Sow 34', 50' | Cronica |          |

| RD Congo                 | 2 – 3   | Camerun                               |
| ------------------------ | ------- | ------------------------------------- |
| Kaluyituka 11' Kanda 40' | Cronica | Eto'o 18' Mbuta 75' Choupo-Moting 79' |

| Mauritius | 0 – 2   | Senegal             |
| --------- | ------- | ------------------- |
|           | Cronica | N'Doye 9' Cissé 25' |

### Grupa F
| Echipa       | M | V | E | Î | GM | GP | G  | Pct |
| ------------ | - | - | - | - | -- | -- | -- | --- |
| Burkina Faso | 4 | 3 | 1 | 0 | 12 | 3  | +9 | 10  |
| Gambia       | 4 | 1 | 1 | 2 | 5  | 6  | −1 | 4   |
| Namibia      | 4 | 1 | 0 | 3 | 3  | 11 | −8 | 3   |

|              | Burkina Faso | Gambia | Namibia |
| ------------ | ------------ | ------ | ------- |
| Burkina Faso | –            | 3–1    | 4–0     |
| Gambia       | 1–1          | –      | 3–1     |
| Namibia      | 1–4          | 1–0    | –       |

- Mauritania s-a retras din competiție înainte de deșfășurarea vreunui meci.[21]

| Gambia                           | 3 – 1   | Namibia    |
| -------------------------------- | ------- | ---------- |
| Nyassi 10' Ceesay 13' Jallow 44' | Cronica | Risser 89' |

| Burkina Faso                     | 3 – 1   | Gambia     |
| -------------------------------- | ------- | ---------- |
| Dagano 17' Balima 58' Kaboré 68' | Cronica | Ceesay 75' |

| Burkina Faso                               | 4 – 0   | Namibia |
| ------------------------------------------ | ------- | ------- |
| A. Traoré 26', 47', 79' Gariseb 73' (o.g.) | Cronica |         |

| Namibia     | 1 – 4   | Burkina Faso                                                        |
| ----------- | ------- | ------------------------------------------------------------------- |
| Shipahu 85' | Cronica | A. R. Traoré 12' Bancé 57' (pen.) A. Traoré 80' (pen.) Pitroipa 90' |

| Namibia     | 1 – 0   | Gambia |
| ----------- | ------- | ------ |
| Shipahu 83' | Cronica |        |

| Gambia    | 1 – 1   | Burkina Faso |
| --------- | ------- | ------------ |
| Danso 59' | Cronica | Dagano 90'   |

Notes
- Asociația Namibiană de Fotbal a înaintat o plângere împotriva selecționatei din Burkina Faso, care ar fi folosit în meciurile din 26 martie și 4 iunie un jucător ineligibil, Herve Xavier Zengue , născut în Yaoundé.[24] Antrenorul Burkinei Faso Paulo Duarte a declarat că acesta este eligibil deoarece acesta are o soție cu cetățenia burkineză.[25] CAF a deschis o investigație,[26] dar, mai târziu, a respins plângerea pe motiv că a fost depusă prea târziu.[27]
- Namibia a făcut apel la decizia CAF la Curtea pentru Arbitraj Sportiv. Asociația namibiană a susținut că au înaintat plângeri către arbitri meciului înainte de meciurile cu Burkina Faso, dar acestea nu au ajuns la CAF și că aceste plângeri nu ar fi necesare deoarece articolul 36. 12 din regulamentul competiției prevede că echipele ce folosesc jucători ineligbili sau suspendați vor pierde meciul la masa verde cu scorul de 3-0, chiar dacă nu există plângeri.[28]
- Pe 10 ianuarie 2012, Curtea pentru Arbitraj Sportiv a respins apelul namibian.[29]

### Grupa G
| Echipa        | M | V | E | Î | GM | GP | G  | Pct |
| ------------- | - | - | - | - | -- | -- | -- | --- |
| Niger         | 6 | 3 | 0 | 3 | 6  | 8  | −2 | 9   |
| Africa de Sud | 6 | 2 | 3 | 1 | 4  | 2  | +2 | 9   |
| Sierra Leone  | 6 | 2 | 3 | 1 | 5  | 5  | 0  | 9   |
| Egipt         | 6 | 1 | 2 | 3 | 5  | 5  | 0  | 5   |

|               | Egipt | Niger | Sierra Leone | Africa de Sud |
| ------------- | ----- | ----- | ------------ | ------------- |
| Egipt         | –     | 3–0   | 1–1          | 0–0           |
| Niger         | 1–0   | –     | 3–1          | 2–1           |
| Sierra Leone  | 2–1   | 1–0   | –            | 0–0           |
| Africa de Sud | 1–0   | 2–0   | 0–0          | –             |

- Note: Niger, Africa de Sud și Sierra Leone sunt departajate de rezultatele obținute în întâlnireile directe.

| Echipa        | M | V | E | Î | GM | GP | G  | Pct |
| ------------- | - | - | - | - | -- | -- | -- | --- |
| Niger         | 4 | 2 | 0 | 2 | 5  | 5  | 0  | 6   |
| Africa de Sud | 4 | 1 | 2 | 1 | 3  | 2  | +1 | 5   |
| Sierra Leone  | 4 | 1 | 2 | 1 | 2  | 3  | −1 | 5   |

| Africa de Sud           | 2 – 0   | Niger |
| ----------------------- | ------- | ----- |
| Mphela 12' Parker 45+3' | Cronica |       |

| Egipt        | 1 – 1   | Sierra Leone          |
| ------------ | ------- | --------------------- |
| Fathalla 61' | Cronica | Moustapha Bangura 57' |

| Niger      | 1 – 0   | Egipt |
| ---------- | ------- | ----- |
| Maazou 34' | Cronica |       |

| Sierra Leone | 0 – 0   | Africa de Sud |
| ------------ | ------- | ------------- |
|              | Cronica |               |

| Africa de Sud | 1 – 0   | Egipt |
| ------------- | ------- | ----- |
| Mphela 90+3'  | Cronica |       |

| Niger                              | 3 – 1   | Sierra Leone        |
| ---------------------------------- | ------- | ------------------- |
| Issoufou 64' Sidibé 79' Daouda 89' | Cronica | Mohamed Bangura 23' |

| Sierra Leone   | 1 – 0   | Niger |
| -------------- | ------- | ----- |
| T. Bangura 50' | Cronica |       |

| Egipt | 0 – 0   | Africa de Sud |
| ----- | ------- | ------------- |
|       | Cronica |               |

| Sierra Leone                        | 2 – 1   | Egipt        |
| ----------------------------------- | ------- | ------------ |
| Suma 14' Mohamed Bangura 89' (pen.) | Cronica | Mohsen 45+1' |

| Niger                | 2 – 1   | Africa de Sud |
| -------------------- | ------- | ------------- |
| Koffi 10' Maazou 47' | Cronica | Jali 70'      |

| Egipt                     | 3 – 0   | Niger |
| ------------------------- | ------- | ----- |
| Mohsen 48', 71' Salah 66' | Cronica |       |

| Africa de Sud | 0 – 0   | Sierra Leone |
| ------------- | ------- | ------------ |
|               | Cronica |              |

Notes
- South African Football Association a înaintat o plângere împotriva eliminării lor din competiție, susținând că golaverajul ar trebui folosit ca criteriu de departajare, „deoarece aceasta este tradiția”.[32] Echipa sud-africană credea la finalul ultimului meci că a obținut calificarea.[33] SAFA a retras, mai târziu plângerea.[34]

### Grupa H
| Echipa           | M | V | E | Î | GM | GP | G   | Pct |
| ---------------- | - | - | - | - | -- | -- | --- | --- |
| Coasta de Fildeș | 6 | 6 | 0 | 0 | 19 | 4  | +15 | 18  |
| Rwanda           | 6 | 2 | 0 | 4 | 5  | 15 | −10 | 6   |
| Burundi          | 6 | 1 | 2 | 3 | 7  | 9  | −2  | 5   |
| Benin            | 6 | 1 | 2 | 3 | 8  | 11 | −3  | 5   |

|                  | Benin | Burundi | Coasta de Fildeș | Rwanda |
| ---------------- | ----- | ------- | ---------------- | ------ |
| Benin            | –     | 1–1     | 2–6              | 0–1    |
| Burundi          | 1–1   | –       | 0–1              | 3–1    |
| Coasta de Fildeș | 2–1   | 2–1     | –                | 3–0    |
| Rwanda           | 0–3   | 3–1     | 0–5              | –      |

- Note: Deoarece Burundi și Beninul nu au putut fi departajate de rezultatele obținute în întâlnirile directe, clasamentul s-a realizat pe baza golaverajului.

| Echipa  | M | V | E | Î | GM | GP | G | Pct |   |
| ------- | - | - | - | - | -- | -- | - | --- | - |
| Burundi | 2 | 0 | 2 | 0 | 2  | 2  | 0 | 1   | 2 |
| Benin   | 2 | 0 | 2 | 0 | 2  | 2  | 0 | 1   | 2 |

| Coasta de Fildeș                 | 3 – 0   | Rwanda |
| -------------------------------- | ------- | ------ |
| Y. Touré 11' Kalou 19' Eboué 40' | Cronica |        |

| Benin   | 1 – 1   | Burundi       |
| ------- | ------- | ------------- |
| Poté 6' | Cronica | Kavumbagu 86' |

| Burundi | 0 – 1   | Coasta de Fildeș |
| ------- | ------- | ---------------- |
|         | Cronica | Romaric 33'      |

| Rwanda | 0 – 3   | Benin                                     |
| ------ | ------- | ----------------------------------------- |
|        | Cronica | Tchomogo 50' Omotoyossi 60' Sessègnon 70' |

| Rwanda                                      | 3 – 1   | Burundi  |
| ------------------------------------------- | ------- | -------- |
| Iranzi 34' Uzamukunda 45' (pen.) Gasana 88' | Cronica | Papy 36' |

| Coasta de Fildeș | 2 – 1   | Benin        |
| ---------------- | ------- | ------------ |
| Drogba 45', 76'  | Cronica | Tchomogo 14' |

| Burundi                                      | 3 – 1   | Rwanda     |
| -------------------------------------------- | ------- | ---------- |
| Ndikumana 29' Ntibazonkiza 53' Kavumbagu 84' | Cronica | Bokota 48' |

| Benin                     | 2 – 6   | Coasta de Fildeș                                        |
| ------------------------- | ------- | ------------------------------------------------------- |
| Sessègnon 56', 61' (pen.) | Cronica | Konan Ya 13' Drogba 22', 75' Gervinho 31', 81' Bony 90' |

| Rwanda | 0 – 5   | Coasta de Fildeș                                  |
| ------ | ------- | ------------------------------------------------- |
|        | Cronica | Kalou 29' Bony 36', 45' Konan Ya 76' Gervinho 81' |

| Burundi  | 1 – 1   | Benin       |
| -------- | ------- | ----------- |
| Papy 90' | Cronica | Akpagba 55' |

| Benin | 0 – 1   | Rwanda    |
| ----- | ------- | --------- |
|       | Cronica | Kagere 6' |

| Coasta de Fildeș          | 2 – 1   | Burundi         |
| ------------------------- | ------- | --------------- |
| K. Touré 77' Y. Touré 90' | Cronica | Ndabashinze 85' |

Notes
- Note 3: Originally to be played at Abidjan, Coasta de Fildeș but moved to neutral venue due to the political situation in Côte d'Ivoire.[15]

### Grupa I
| Echipa   | M | V | E | Î | GM | GP | G   | Pct |
| -------- | - | - | - | - | -- | -- | --- | --- |
| Ghana    | 6 | 5 | 1 | 0 | 13 | 1  | +12 | 16  |
| Sudan    | 6 | 4 | 1 | 1 | 8  | 3  | +5  | 13  |
| Congo    | 6 | 2 | 0 | 4 | 5  | 10 | −5  | 6   |
| Eswatini | 6 | 0 | 0 | 6 | 2  | 14 | −12 | 0   |

|          | Republica Congo | Ghana | Sudan | Eswatini |
| -------- | --------------- | ----- | ----- | -------- |
| Congo    | –               | 0–3   | 0–1   | 3–1      |
| Ghana    | 3–1             | –     | 0–0   | 2–0      |
| Sudan    | 2–0             | 0–2   | –     | 3–0      |
| Eswatini | 0–1             | 0–3   | 1–2   | –        |

| Sudan                        | 2 – 0   | Congo |
| ---------------------------- | ------- | ----- |
| El Tahir 9' Tahir 90' (pen.) | Cronica |       |

| Eswatini | 0 – 3   | Ghana                         |
| -------- | ------- | ----------------------------- |
|          | Cronica | Ayew 13' Tagoe 70' Sarpei 81' |

| Congo                             | 3 – 1   | Eswatini     |
| --------------------------------- | ------- | ------------ |
| Mouko 20' (pen.) Sembolo 34', 73' | Cronica | Christie 36' |

| Ghana | 0 – 0   | Sudan |
| ----- | ------- | ----- |
|       | Cronica |       |

| Congo | 0 – 3   | Ghana                            |
| ----- | ------- | -------------------------------- |
|       | Cronica | Tagoe 5' Adiyiah 26' Muntari 68' |

| Sudan                   | 3 – 0   | Eswatini |
| ----------------------- | ------- | -------- |
| Bisha 2', 63' Tahir 90' | Cronica |          |

| Ghana                                  | 3 – 1   | Congo        |
| -------------------------------------- | ------- | ------------ |
| Vorsah 62' Tagoe 66' Agyemang-Badu 78' | Cronica | N'Guessi 75' |

| Eswatini   | 1 – 2   | Sudan                |
| ---------- | ------- | -------------------- |
| Kunene 69' | Cronica | Galag 70' Yousif 84' |

| Ghana                     | 2 – 0   | Eswatini |
| ------------------------- | ------- | -------- |
| Gyan 9' Agyemang-Badu 80' | Cronica |          |

| Congo | 0 – 1   | Sudan     |
| ----- | ------- | --------- |
|       | Cronica | Bakri 77' |

| Eswatini | 0 – 1   | Congo     |
| -------- | ------- | --------- |
|          | Cronica | Nkolo 47' |

| Sudan | 0 – 2   | Ghana                    |
| ----- | ------- | ------------------------ |
|       | Cronica | Gyan 10' John Mensah 22' |

### Grupa J
| Echipa        | M | V | E | Î | GM | GP | G  | Pct |
| ------------- | - | - | - | - | -- | -- | -- | --- |
| Angola        | 6 | 4 | 0 | 2 | 7  | 5  | +2 | 12  |
| Uganda        | 6 | 3 | 2 | 1 | 6  | 2  | +4 | 11  |
| Kenya         | 6 | 2 | 2 | 2 | 4  | 4  | 0  | 8   |
| Guinea-Bissau | 6 | 1 | 0 | 5 | 2  | 8  | −6 | 3   |

|               | Angola | Guinea-Bissau | Kenya | Uganda |
| ------------- | ------ | ------------- | ----- | ------ |
| Angola        | –      | 1–0           | 1–0   | 2–0    |
| Guinea-Bissau | 0–2    | –             | 1–0   | 0–1    |
| Kenya         | 2–1    | 2–1           | –     | 0–0    |
| Uganda        | 3–0    | 2–0           | 0–0   | –      |

| Uganda                               | 3 – 0   | Angola |
| ------------------------------------ | ------- | ------ |
| Obua 35' Mwesigwa 58' Sserunkuma 88' | Cronica |        |

| Guinea-Bissau | 1 – 0   | Kenya |
| ------------- | ------- | ----- |
| Dionísio 66'  | Cronica |       |

| Kenya | 0 – 0   | Uganda |
| ----- | ------- | ------ |
|       | Cronica |        |

| Angola              | 1 – 0   | Guinea-Bissau |
| ------------------- | ------- | ------------- |
| Gilberto 22' (pen.) | Cronica |               |

| Kenya                     | 2 – 1   | Angola      |
| ------------------------- | ------- | ----------- |
| Mohammed 57' Mariga 90+1' | Cronica | Manucho 19' |

| Guinea-Bissau | 0 – 1   | Uganda   |
| ------------- | ------- | -------- |
|               | Cronica | Obua 22' |

| Uganda                  | 2 – 0   | Guinea-Bissau |
| ----------------------- | ------- | ------------- |
| Walusimbi 43' Massa 62' | Cronica |               |

| Angola      | 1 – 0   | Kenya |
| ----------- | ------- | ----- |
| Manucho 71' | Cronica |       |

| Kenya                 | 2 – 1   | Guinea-Bissau   |
| --------------------- | ------- | --------------- |
| Baraza 58' Oliech 90' | Cronica | de Carvalho 86' |

| Angola                 | 2 – 0   | Uganda |
| ---------------------- | ------- | ------ |
| Manucho 57' Flávio 70' | Cronica |        |

| Uganda | 0 – 0   | Kenya |
| ------ | ------- | ----- |
|        | Cronica |       |

| Guinea-Bissau | 0 – 2   | Angola                |
| ------------- | ------- | --------------------- |
|               | Cronica | Manucho 8' Mateus 70' |

### Grupa K
| Echipa   | M | V | E | Î | GM | GP | G   | Pct |
| -------- | - | - | - | - | -- | -- | --- | --- |
| Botswana | 8 | 5 | 2 | 1 | 7  | 3  | +4  | 17  |
| Tunisia  | 8 | 4 | 2 | 2 | 14 | 6  | +8  | 14  |
| Malawi   | 8 | 2 | 6 | 0 | 13 | 8  | +5  | 12  |
| Togo     | 8 | 1 | 3 | 4 | 6  | 10 | −4  | 6   |
| Ciad     | 8 | 0 | 3 | 5 | 7  | 20 | −13 | 3   |

|          | Botswana | Ciad | Malawi | Togo | Tunisia |
| -------- | -------- | ---- | ------ | ---- | ------- |
| Botswana | –        | 1–0  | 0–0    | 2–1  | 1–0     |
| Ciad     | 0–1      | –    | 2–2    | 2–2  | 1–3     |
| Malawi   | 1–1      | 6–2  | –      | 1–0  | 0–0     |
| Togo     | 1–0      | 0–0  | 1–1    | –    | 1–2     |
| Tunisia  | 0–1      | 5–0  | 2–2    | 2–0  | –       |

| Ciad                 | 2 – 2   | Togo                   |
| -------------------- | ------- | ---------------------- |
| Djime 20' Mbaiam 28' | Cronica | Mani 25' Aloenouvo 67' |

| Tunisia | 0 – 1   | Botswana          |
| ------- | ------- | ----------------- |
|         | Cronica | Ramatlhakwane 31' |

| Togo          | 1 – 1   | Malawi           |
| ------------- | ------- | ---------------- |
| Aloenouvo 85' | Cronica | Mwakasungula 17' |

| Botswana    | 1 – 0   | Ciad |
| ----------- | ------- | ---- |
| Mongala 50' | Cronica |      |

| Ciad          | 1 – 3   | Tunisia                         |
| ------------- | ------- | ------------------------------- |
| Ndouassel 75' | Cronica | Korbi 9' Ben Khalfallah 81' 43' |

| Malawi    | 1 – 1   | Botswana          |
| --------- | ------- | ----------------- |
| Banda 74' | Cronica | Ramatlhakwane 63' |

| Botswana                      | 2 – 1   | Togo      |
| ----------------------------- | ------- | --------- |
| Mogorosi 8' Ramatlhakwane 56' | Cronica | Gakpé 49' |

| Tunisia        | 2 – 2   | Malawi                   |
| -------------- | ------- | ------------------------ |
| Jemâa 11', 27' | Cronica | Msowoya 45' Kanyenda 82' |

| Malawi                                                      | 6 – 2   | Ciad                     |
| ----------------------------------------------------------- | ------- | ------------------------ |
| Zakazaka 14' Kanyenda 21', 56' Msowoya 68', 72' Ng'ambi 80' | Cronica | Mbaiam 27' Ndouassel 76' |

| Togo     | 1 – 2   | Tunisia                |
| -------- | ------- | ---------------------- |
| Mani 40' | Cronica | Jemâa 38' Chermiti 83' |

| Botswana          | 1 – 0   | Tunisia |
| ----------------- | ------- | ------- |
| Ramatlhakwane 45' | Cronica |         |

| Togo | 0 – 0   | Ciad |
| ---- | ------- | ---- |
|      | Cronica |      |

| Malawi      | 1 – 0   | Togo |
| ----------- | ------- | ---- |
| Chavula 18' | Cronica |      |

| Ciad | 0 – 1   | Botswana         |
| ---- | ------- | ---------------- |
|      | Cronica | Ramatlhkwane 50' |

| Botswana | 0 – 0   | Malawi |
| -------- | ------- | ------ |
|          | Cronica |        |

| Tunisia                                       | 5 – 0   | Ciad |
| --------------------------------------------- | ------- | ---- |
| Jemâa 22', 44', 53' Abdennour 35' Darragi 47' | Cronica |      |

| Malawi | 0 – 0   | Tunisia |
| ------ | ------- | ------- |
|        | Cronica |         |

| Togo         | 1 – 0   | Botswana |
| ------------ | ------- | -------- |
| Arimiyao 24' | Cronica |          |

| Ciad                       | 2 – 2   | Malawi                   |
| -------------------------- | ------- | ------------------------ |
| Labbo 64' Barthelemy 90+4' | Cronica | Ng'ambi 35' Nyirenda 81' |

| Tunisia                 | 2 – 0   | Togo |
| ----------------------- | ------- | ---- |
| Hicheri 19' Khelifa 79' | Cronica |      |

### Clasamentul echipelor de pe locul 2
Cele mai bine clasate două echipe de pe locul doi din grupele A-J s-au calificat pentru CAN 2012. După retragerea Mauritaniei din grupa F, s-au folosit următoarele reguli:
„În cazul în care o grupă de patru se reduce la trei echipe, clasamentul echipelor de pe locul 2 se realizează numai pe baza rezultatelor înregistrate în meciurile cu echipele de pe locurile 1 și 3 pentru a premite echipelor din grupa de 3 să rămână în cursa pentru calificare.”
Clasamentul se realizează pe baza următoarelor criterii:
1. Numărul mai mare de puncte
2. Golaverajul
3. Numărul mai mare de goluri marcate
4. Meci de baraj în caz de egalitate

| Grp | Echipa                  | M | V | E | Î | GM | GP | G  | Pct |
| --- | ----------------------- | - | - | - | - | -- | -- | -- | --- |
| C   | Libia                   | 4 | 2 | 2 | 0 | 2  | 0  | +2 | 8   |
| I   | Sudan                   | 4 | 2 | 1 | 1 | 3  | 2  | +1 | 7   |
| A   | Capul Verde             | 4 | 2 | 1 | 1 | 3  | 4  | −1 | 7   |
| B   | Nigeria                 | 4 | 1 | 2 | 1 | 8  | 5  | +3 | 5   |
| G   | Africa de Sud           | 4 | 1 | 2 | 1 | 3  | 2  | +1 | 5   |
| J   | Uganda                  | 4 | 1 | 2 | 1 | 3  | 2  | +1 | 5   |
| E   | Camerun                 | 4 | 1 | 2 | 1 | 4  | 4  | 0  | 5   |
| D   | Republica Centrafricană | 4 | 1 | 2 | 1 | 2  | 2  | 0  | 5   |
| F   | Gambia                  | 4 | 1 | 1 | 2 | 5  | 6  | −1 | 4   |
| H   | Rwanda                  | 4 | 1 | 0 | 3 | 4  | 12 | −8 | 3   |

## Marcatori
S-au marcat 327 de goluri în 130 de meciuri, înregistrându-se o medie de 2,52 goluri pe meci.
6 goluri
| - Issam Jemâa |

5 goluri
| - Jerome Ramatlhakwane | - Mamadou Niang |  |

4 goluri
| - Manucho - Alain Traoré - Samuel Eto'o | - Didier Drogba - Cheick Diabaté - Papiss Cissé | - Moussa Sow - Knowledge Musona |

3 goluri
| - Stéphane Sessègnon - Eric Choupo-Moting - Yves Diba Ilunga - Mulota Kabangu - Wilfried Bony | - Gervinho - Marwan Mohsen - Prince Tagoe - Essau Kanyenda | - Chiukepo Msowoya - Ikechukwu Uche - Christopher Katongo - Emmanuel Mayuka |

2 goluri
| - Hassan Yebda - Séïdath Tchomogo - Didier Kavumbagu - Faty Papy - Moumouni Dagano - Matthew Mbuta - Héldon Ramos - Charlie Dopékoulouyen - Hilaire Momi - Marius Mbaiam - Ezechiel Ndouassel - Francky Sembolo - Salomon Kalou - Didier Konan Ya - Yaya Touré | - Fikru-Teferra Lemessa - Oumed Oukri - Saladin Said - Momodou Ceesay - Emmanuel Agyemang-Badu - Asamoah Gyan - Bobo Baldé - Ismaël Bangoura - Oumar Kalabane - Patrick Wleh - Robert Ng'ambi - Jonathan Bru - Marouane Chamakh - Tangeni Shipahu - Ouwo Moussa Maazou | - Victor Obinna - Peter Utaka - Joseph Yobo - Mohamed Bangura - Katlego Mphela - Mohammed Bisha - Muhamed Tahir - Shaban Nditi - Mbwana Samata - Backer Aloenouvo - Sapol Mani - Fahid Ben Khalfallah - David Obua - James Chamanga |

1 gol
| - Hamer Bouazza - Adlène Guedioura - Foued Kadir - Flávio - Sebastião Gilberto - Mateus - Guy Akpagba - Razak Omotoyossi - Mickaël Poté - Joel Mogorosi - Phenyo Mongala - Wilfried Balima - Aristide Bancé - Charles Kaboré - Jonathan Pitroipa - Abdou Razack Traoré - Dugary Ndabashinze - Selemani Ndikumana - Saidi Ntibazonkiza - Léonard Kweuke - Landry N'Guémo - Elvis Macedo Babanco - Odaïr Fortes - Ryan Mendes da Graça - Valdo - Fernando Varela - Vianney Mabidé - Karl Max Barthelemy - Leger Djime - Mahamat Labbo - Yousouf Mchangama - Abdoulaide Mzé Mbaba - Barel Mouko - Fabrice N'Guessi - Loris Nkolo - Dioko Kaluyituka - Déo Kanda - Lomana LuaLua - Zola Matumona - Emmanuel Eboué - Romaric - Kolo Touré - Mahmoud Fathalla - Mohamed Salah - Shimelis Bekele - Adane Girma - Mamadou Danso - Ousman Jallow - Omar Jawo - Sanna Nyassi | - Dominic Adiyiah - André Ayew - John Mensah - Sulley Muntari - Hans Sarpei - Isaac Vorsah - Mamadou Bah - Karamoko Cissé - Kévin Constant - Sadio Diallo - Ibrahima Traoré - Ibrahim Yattara - Kamil Zayatte - Basile de Carvalho - Dionísio - Mark Baraza - McDonald Mariga - Jamal Mohammed - Dennis Oliech - Francis Doe - Alsény Këïta - Sekou Oliseh - Theo Lewis Weeks - Dioh Williams - Ahmed Abdelkader - Rabee Allafi - Djamal Bindi - Ihaab Boussefi - Walid Elkhatroushi - Ahmed Sa'ad - Faed Arsène - Lalaina Nomenjanahary - Yvan Rajoarimanana - Jean José Razafimandimby - Davi Banda - Moses Chavula - Hellings Mwakasungula - Harry Nyirenda - Jimmy Zakazaka - Cédric Kanté - Abdou Traoré - Dramane Traoré - Mahamane Traoré - Oussama Assaidi - Mehdi Benatia - Mbark Boussoufa - Mounir El Hamdaoui - Youssouf Hadji - Adel Taarabt - Dário | - Domingues - Josemar Tiago Machaisse - Maninho - Wilko Risser - Kamilou Daouda - Alhassane Issoufou - Dankwa Koffi - Issa Modibo Sidibé - Michael Eneramo - Obafemi Martins - Kalu Uche - Labama Bokota - Eric Gasana - Jean-Claude Iranzi - Mere Kagere - Elias Uzamukunda - Demba Ba - Dame N'Doye - Moustapha Bangura - Teteh Bangura - Sheriff Suma - Andile Jali - Bernard Parker - Bakri Almadina - Mudathir El Tahir - Galag - Ala'a Eldin Yousif - Darren Christie - Manqoba Kunene - Kwa Sadala - Jerson Tegete - Kondo Arimiyao - Serge Gakpé - Aymen Abdennour - Amine Chermiti - Oussama Darragi - Walid Hicheri - Saber Khelifa - Khaled Korbi - Geofrey Massa - Andrew Mwesigwa - Geoffrey Sserunkuma - Godfrey Walusimbi - Rainford Kalaba - Collins Mbesuma - Fwayo Tembo - Khama Billiat - Ovidy Karuru - Willard Katsande |

1 autogol
| - Miala Nkulukutu (în meciul cu Camerun) - Ben Teekloh (în meciul cu Mali) | - Joye Estazie (în meciul cu Senegal) | - Richard Gariseb (în meciul cu Burkina Faso) |